# أيرلندا الجنوبية (1921-1922)
أيرلندا الجنوبية (بالأيرلندية: Deisceart Éireann) كانت الجزء الأكبر من بين جزأين كانا يشكلان أيرلندا قبل أن يقسمهما قانون حكومة أيرلندا لعام 1920. تتألف أيرلندا الجنوبية من 26 مقاطعة من أصل 32 مقاطعة أيرلندية، وما يعادل حوالي خمسة أسداس مساحة الجزيرة، بينما شكلت المقاطعات الست المتبقية في الشمال الشرقي للجزيرة أيرلندا الشمالية. شملت أيرلندا الجنوبية مقاطعة دونيجال، على الرغم من كونها أكبر مقاطعة في أولستر وأقصى مقاطعة في أقصى شمال أيرلندا.
هدف قانون حكومة أيرلندا لعام 1920، الذي أصبح ساريًا في 3 مايو 1921 إلى إنشاء إقليمين يتمتعان بالحكم الذاتي داخل أيرلندا، ولكل منهما برلمانه ومؤسساته الحكومية الخاصة، وإبقائهما داخل المملكة المتحدة لبريطانيا العظمى وأيرلندا. وتضمنت أحكامًا للتعاون بين الإقليمين ولإعادة توحيد أيرلندا في نهاية المطاف. ومع ذلك، في انتخابات عام 1921 لمجلس العموم في أيرلندا الجنوبية، فاز مرشحو حزب شين فين بـ 124 مقعدًا من أصل 128 مقعدًا (لم تحدث معارضة لجميع المرشحين ولم يحدث أي اقتراع فعلي)، وتجاهلوا البرلمان، وتجمعوا بدلاً من ذلك وشكلوا برلمان الدايل الثاني. اجتمع برلمان أيرلندا الجنوبية، الذي يضم أربعة أعضاء وحدويين، مرة واحدة فقط. أدت الاضطرابات المستمرة إلى المعاهدة الإنجليزية الأيرلندية والحكومة المؤقتة، التي حكمت أيرلندا الجنوبية من 16 يناير 1922 إلى 5 ديسمبر 1922، وشكلت إدارة انتقالية فعالة للفترة بين التصديق على المعاهدة الإنجليزية الإيرلندية وتأسيس الاتحاد الأيرلندي الحر. طعن المندوبون المناهضون للمعاهدة بشرعيتها بشكوى قدموها إلى برلمان الدايل إيريان.
استبدلت الدولة الأيرلندية الحرة بأيرلندا الجنوبية، ككيان سياسي في 6 ديسمبر 1922 (والتي أصبحت فيما بعد دولة أيرلندا المستقلة تمامًا منذ عام 1937 مع اعتماد دستورها الخاص). 

## حركة الحكم الداخلي الأيرلندية
كان المقصود من قانون حكومة أيرلندا لعام 1920، المعروف أيضًا باسم قانون الحكم الذاتي الرابع، توفير حل للمشكلة التي أفسدت السياسة الأيرلندية منذ ثمانينيات القرن التاسع عشر، وهي المطالب المتضاربة للوحدويين والقوميين الأيرلنديين. أراد القوميون شكلاً من أشكال الحكم الذاتي، معتقدين أن البرلمان البريطاني في وستمنسر والحكومة البريطانية في وايتهول والحكومة الأيرلندية في قلعة دبلن لم يخدموا أيرلندا بشكل جيد. خشي العديد من الاتحاديين من فرض حكومة قومية في دبلن لتعريفات جمركية تثقل كاهل المناطق الشمالية الشرقية لمقاطعة أولستر، والتي لم تكن ذات أغلبية بروتستانتية فحسب، بل كانت أيضًا المنطقة الصناعية الوحيدة في جزيرة زراعية إلى حد كبير. وكانوا يخشون أيضًا من أن تجحف الحكومة القومية بحق البروتستانت بعد اكتساب السلطة السياسية. اشترى واستورد الاتحاديون أسلحة متنوعة من تاجر الأسلحة الألماني برونو سبيرو، وأنشأوا قوة متطوعي ألستر (UVF) لمنع الحكم الذاتي في أولستر. ردًا على ذلك، استورد القوميون أيضًا الأسلحة وجمعوا المتطوعين الأيرلنديين. كان التقسيم الذي قرره قانون حكومة أيرلندا، بمثابة حل مؤقت، يسمح لأيرلندا الشمالية وأيرلندا الجنوبية بالحكم بشكل منفصل كمناطق من المملكة المتحدة لبريطانيا العظمى وأيرلندا. كان أحد أكثر المعارضين للتقسيم هو زعيم الوحدويين الأيرلنديين، السير إدوارد كارسون المولود في دبلن، والذي شعر أنه من الخطأ تقسيم أيرلندا إلى قسمين، وأن هذا سيؤثر بشكل سيء على موقف الوحدويين الجنوبيين والغربيين.

## قانون حكومة أيرلندا لعام 1920
نص قانون حكومة أيرلندا، الصادر في نهاية ديسمبر 1920، على أن يكون لأيرلندا الجنوبية المؤسسات التالية: 
- برلمان أيرلندا الجنوبية، ويتألف من الملك ومجلس شيوخ أيرلندا الجنوبية ومجلس عموم أيرلندا الجنوبية.
- حكومة أيرلندا الجنوبية
- المحكمة القضائية العليا في أيرلندا الجنوبية.
- محكمة الاستئناف في جنوب أيرلندا
- محكمة العدل العليا لصاحب الجلالة في جنوب أيرلندا.

واتُفق على تقاسم أيرلندا الجنوبية المؤسسات التالية مع أيرلندا الشمالية:
- اللورد الملازم الأيرلندي، موجود منذ زمن طويل في جنوب أيرلندا، ويشغل الوظيفة اللورد فيتزالان ديروينت، الذي استمر في منصبه بصفته اللورد الملازم.
- مجلس أيرلندا، أنشئ من أجل إنشاء برلمان لأيرلندا بأكملها في النهاية، ولكنه ألغي لاحقًا في عام 1925 بعد إنهاء لجنة الحدود.
- محكمة الاستئناف العليا لأيرلندا، التي أُنشئت وتعاملت مع عدد صغير من القضايا قبل إلغائها بموجب قانون الدولة الأيرلندية الحرة (الأحكام التبعية) لعام 1922.[8]